# NGC 4521
NGC 4521 (również NGC 4512, PGC 41621 lub UGC 7706) – galaktyka spiralna (S0-a), znajdująca się w gwiazdozbiorze Smoka.
Odkrył ją William Herschel 20 marca 1790 roku. Prawdopodobnie 3 kwietnia 1832 roku obserwował ją John Herschel, jednak niedokładnie określił jej pozycję i w wyniku tego skatalogował ją jako nowo odkryty obiekt. John Dreyer skatalogował obie te obserwacje jako, odpowiednio, NGC 4521 i NGC 4512. W niektórych katalogach i bazach obiektów astronomicznych (np. w bazie SIMBAD) pod nazwą NGC 4512 znajduje się sąsiednia galaktyka PGC 41601, jednak jest ona zbyt słabo widoczna i nie pasuje do opisu Johna Herschela.